# Arboreto Pascul
El Arboreto Pascul es un arboreto y jardín botánico, que se encuentra en "Pradandons", Tarcento, Italia. Su código de reconocimiento internacional como institución botánica, así como las siglas de su herbario es PTFV.

## Localización
Arboreto Pascul, cerca de Pradandons, 33017 Tarcento, Provincia di Udine, Friuli-Venecia Julia, Italia.46°13′26.3994″N 13°13′32.16″E / 46.223999833, 13.2256000
Está abierto al público todos los días de la semana. 

## Historia
El arboreto fue creado en 1953 por el gobierno regional de Friuli-Venecia Julia, primordialmente para cultivar coníferas exóticas. 
En 1974 se amplían sus horizontes con el fin de añadir actividades de educación en botánica, y con esta finalidad en sus colecciones se incluyen actualmente tantas especies como es posible tanto de coníferas como árboles maderables y tanto especies indígenas como exóticas.  

## Colecciones
Sus colecciones incluyen unas 2,000 plantas de 75 especies de plantas procedentes de todo el mundo, con 40 géneros (14 gimnospermas y 26 angiospermas).